# Nottinghamshire Championships
Die Nottinghamshire Championships waren offene internationale Meisterschaften im Badminton in England. Sie waren eines der bedeutendsten internationalen Badmintonturniere in der Anfangszeit des Sports seit dem dritten Jahrzehnt des 20. Jahrhunderts. Mit der Ausbreitung des Sports über alle Kontinente verloren die Titelkämpfe in den 1970er Jahren an internationaler Bedeutung.

## Sieger
| Saison | Herreneinzel     | Dameneinzel       | Herrendoppel                      | Damendoppel                        | Mixed                          |
| ------ | ---------------- | ----------------- | --------------------------------- | ---------------------------------- | ------------------------------ |
| 1949   | Kenneth Greasley | nicht ausgetragen | E. Harrison K. G. Galloway        | R. Finch I. Platt                  | C. Cumpstey Queenie Allen      |
| 1950   | Harold Marsland  | Queenie Allen     | Peter Birtwistle Kenneth Greasley | A. D. Wadsworth F. Hammersley      | Harold Marsland Queenie Allen  |
| 1956   | Tony Jordan      | Brenda Bird       | Tony Jordan John D. McColl        | M. Bissett G. Evans                | John R. Best Marjorie Warren   |
| 1957   | John D. McColl   | Brenda Bird       | Ronald Lockwood Dick Hashman      | Esmé Andrews Sylvia Ripley         | John D. McColl Marjorie Warren |
| 1958   | Hugh Findlay     | Heather Ward      | Tony Jordan John R. Best          | Abbie Rutledge H. McGregor Stewart | Tony Jordan P. E. Broad        |